# Jharkhand International Film Festival Awards
Il Jharkhand International Film Festival & Awards (noto anche come JIFFA) è un festival indiano in cui vengono assegnati ogni anno una serie di premi a registi e artisti per il loro contributo al cinema. Il festival intende fornire una piattaforma comune per progetti cinematografici provenienti da tutto il mondo per selezionare e diffondere l'eccellenza delle arti cinematografiche. Supporta la produzione cinematografica e la promozione di tutti i generi.

## Storia
Il primo JIFFA si è svolto nel 2018 nel Mega Sports Complex della capitale dello stato di Jharkhand, Ranchi.

## Cerimonie di premiazione
Di seguito è riportata la lista delle cerimonie di premiazione del JIFFA a partire dal 2018. 
| Cerimonia | Data                      | Città  | Note     |
| --------- | ------------------------- | ------ | -------- |
| 1° JIFFA  | Dal 1 al 3 febbraio 2018  | Ranchi |          |
| 2° JIFFA  | dal 25 al 27 maggio 2019  | Ranchi |          |
| 3° JIFFA  | Dal 1 all'11 ottobre 2020 | Ranchi | (online) |
| 4° JIFFA  | dal 29 al 30 ottobre 2021 | Ranchi | [ 6 ]    |